# Анатомия на човешката деструктивност
Анатомия на човешката деструктивност (на английски: The Anatomy of Human Destructiveness), (на немски: Anatomie der menschlichen Destruktivität) е монументален труд от 570 страници на немския психоаналитик Ерих Фром от 1973 г. На български език излиза за пръв път през 2003 г. Излиза в луксозно издание с твърди корици и в едно обикновено с меки корици, впоследствие излиза още веднъж през 2009 г. в Том 3 на събраните съчинения на Ерих Фром. Според автора тази книга представлява „първият том на цялостен труд върху теорията на психоанализата“. От друга страна написването на книгата е отнема повече от шест години като на Фром му се налага да навлезе в сравнително непознати за него области като неврофизиология, зоопсихология, палентология и антропология.
В първата част на книгата Ерих Фром разглежда теориите за инстинктите от Чарлз Дарвин насам, както и по-новите теории на Фройд и Лоренц. По-нататък прави критичен преглед на бихевиоризма, на необихевиоризма на Скинър. В края на тази част се прави сравнение между инстинктивистите и бихевиористите. Втората част на книгата разглежда полетата извън психоанализата, а именно неврофизиологичните основи на агресията, защитните ѝ функции, поведението на животните и тяхната агресия, палеонтология и антропология, където е особено интересно разглеждането на три системи от първобитни човешки племена и нивото на агресията и разрушителността в техния живот. Фром подразделя трите системи на Система A: утвърждаващи живота общества, Система B: недеструктивни агресивни общества, Система C: деструктивни общества. Сред обществата от първата система са „индианците Зуньи, планинските арапахо и батонга, аранда, семангите, тодас, полярните ескимоси, мбуту“. Във втората система са „гренландските ескимоси, бачигас, ожибвите, ифугаос, манусианците, самоанците, индианците Дакота, маорите, тасманийците, казахите, айнусите, враните, инките и хотентотите“. В последната система C влизат добуанците и други.
В третата част се разглежда агресията, както и псевдоагресията и нейните видове (случайна агресия, игрова агресия и себеутвърждаваща агресия). Под псевдоагресия Ерих Фром разбира „онези агресивни действия, които могат да причинят вреда, без тя да е умишлена“. След това злостната агресия и нейните предпоставки в човека. Тази глава на трета част е заета главно с методологическите основи на неговата теория за човека, както и с дефинирането и обяснението на петте екзистенциални потребности. В тази трета част Ерих Фром прави анализи на Керн и Ернст фон Саломон като примери за клинични случай на преклонение пред деструкцията, също така на Йосиф Сталин като клиничен случай на несексуален садизъм, на Хайнрих Химлер като клиничен случай на анално-задържащ садизъм. По-нататък Фром се спира подробно на личността на Хитлер, където представя доразвити идеите си за некрофилията и некрофилния характер, откакто за първи път пише за тях в книгата си Душата на човека (1964). Анализът на Адолф Хитлер разглеждан като клиничен случай на некрофилия е особено подробен. В края на книгата Фром прави критичен преглед на теорията на Фройд за агресивността и деструктивността като се опитва да покаже начина по който еволюира теорията на Фройд през годините на неговия живот (на Фройд).

## Книгата
- Ерих Фром, Анатомия на човешката деструктивност, изд. Захарий Стоянов, 2003, ISBN 954-739-312-X